# El libro de la magia ceremonial
El Libro de Magia Ceremonial (título original en inglés: The Book of Ceremonial Magic) es un libro de Arthur Edward Waite. Fue publicado por primera vez bajo el título El Libro de Magia Negra y Pactos en una tirada limitada en 1898, y se distribuyó luego más ampliamente bajo el título El libro de la magia ceremonial en 1910.
Es un intento de documentar varios grimorios famosos, explicar la historia detrás de ellos (refutando muchas de las leyendas que los rodean), discutir la teología contenida en ellos (por ejemplo, planteando la pregunta de por qué se invocaría a ángeles buenos para matar a un enemigo) y sintetizar muchos grimorios famosos en un único sistema de magia ritual.